# Basler Gesangverein
Der Basler Gesangverein ist mit Gründungsjahr 1824 der älteste noch bestehende gemischte Chor in der Schweiz und einer der grossen Konzertchöre im Raum Basel.

## Geschichte

Plakat von Burkhard Mangold für ein Konzert des BGV (1922)

Der Verein entstand, nachdem 1820 das Schweizerische Musikfest erstmals nach Basel vergeben worden war. Er wurde vom Musiklehrer Ferdinand Laur mitinitiiert und geleitet. Die ersten Zuhörer waren Eltern, die den Wunsch äusserten, «behufs besserer Überwachung ihrer Töchter den Proben beiwohnen zu dürfen».
Johannes Brahms war im Juni 1865 nach Basel gereist, um beim BGV der Schweizer Erstaufführung der Matthäus-Passion von Bach unter der Leitung von Ernst Reiter beizuwohnen. Im Februar 1869 war sein Deutsches Requiem nach der Uraufführung in Leipzig als Schweizer Erstaufführung vom BGV im Basler Münster zu hören. Und als der Basler Gesangverein 1874 sein 50-jähriges Bestehen feierte, dirigierte Brahms zu diesem feierlichen Anlass sein Triumphlied. 1882 dirigierte Bahms mit dem BGV die Uraufführung von «Der Gesang der Parzen».
Zum 100. Jubiläum schuf der Chorleiter Hermann Suter das Oratorium Le Laudi di San Francesco d’Assisi, zum 125-jährigen Bestehen schrieb Hans Münch seine Gryphius-Kantate.